# Tinodes ongkot
Tinodes ongkot är en nattsländeart som beskrevs av Malicky 1993. Tinodes ongkot ingår i släktet Tinodes och familjen tunnelnattsländor. Inga underarter finns listade i Catalogue of Life.